# 松尾嘉代
松尾 嘉代（まつお かよ、1943年〈昭和18年〉3月17日 - ）は、日本の女優。東京市（現東京都）目黒区下目黒出身。

## 人物

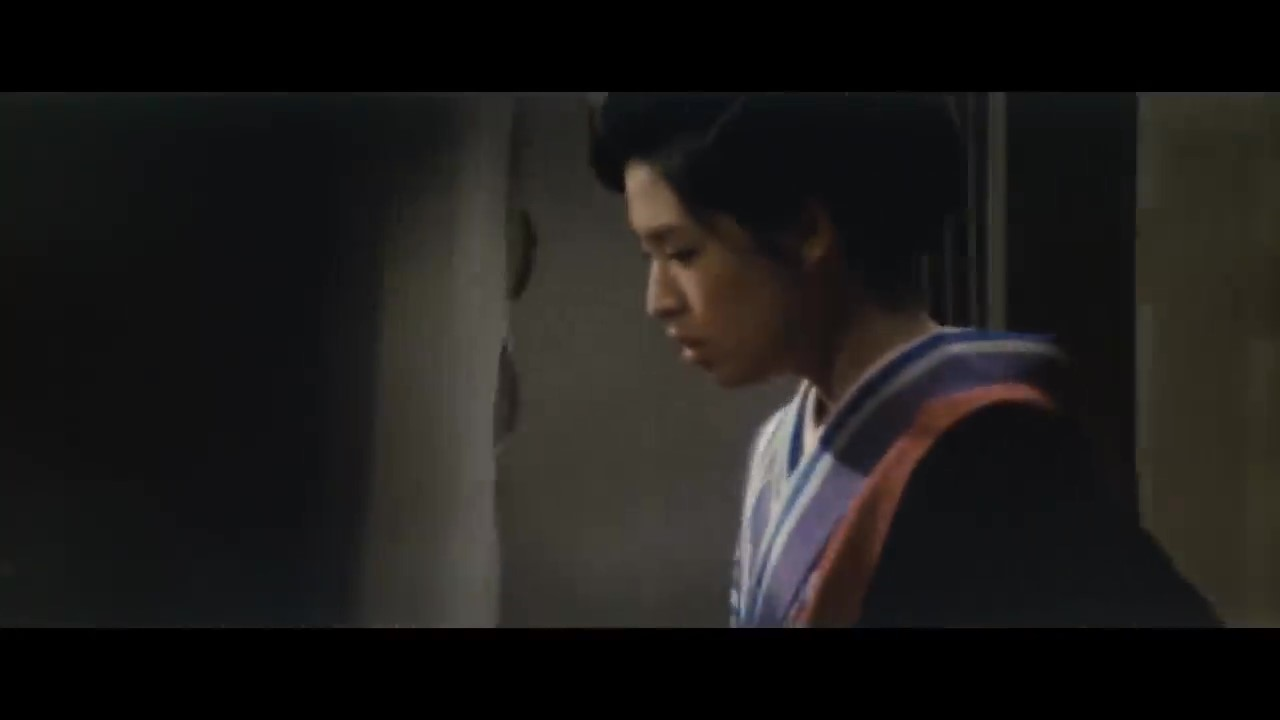
『日本侠客伝 絶縁状』（1968年2月22日公開）より

1970年代末から1990年代前半において、サスペンス（2時間）ドラマに多数出演し、「サスペンスの女王」と呼ばれて人気を得た（得意とした演技は濃厚な官能シーンや悪女役などだった）。初期は色気あるシーンを回避せず、主演も務めたため、「元祖2時間ドラマの女王」とも呼ばれていた。
大映が制作した、いわゆる「大映ドラマ」へも常連出演していた。
1991年から1992年にかけて、50歳を目前にして3冊のヘアヌード写真集を出している。
明確な引退宣言はしていないが、1998年以降は女優としての活動は途絶えており、メディアへの露出もほとんど行っていない状態である。

## 経歴
1959年、駒沢学園女子高校在学中に公募に合格し、日活に入社。16歳のときに今村昌平監督の映画『にあんちゃん』（1959年）で女優デビュー。貧しい家族の家計を支えるため、唐津へと奉公に出る健気な少女を好演して人気となった。
1961年、駒沢学園女子高校卒業。1960年代は主に清純派の女優として売り出した。吉永小百合主演の『青い山脈』（1963年）の駒子役、同様に吉永主演による『潮騒』（1964年）の千代子役などで注目された。また、1964年には鈴木清順監督の『肉体の門』（1964年）に出演し、ただの美人女優にとどまらない性格俳優としての片鱗を見せている。
1964年、日活を退社し、TBSに入社。「日曜劇場」、『ただいま11人』などのホームドラマに多数出演し、1969年にTBSを退社する。
この時期から単なる美人女優の枠を脱却し、卓越した演技力を活かした性格俳優としての地位を固めていく。東映の任侠路線、大映の『眠狂四郎悪女狩り』（1969年）や『積木の箱』（1968年）、松竹の『必殺仕掛人・梅安蟻地獄』（1973年）、東宝の「社長シリーズ」や『幽霊屋敷の恐怖／血を吸う人形』（1970年）などのほか、独立映画などに数多く出演。

### 1970年代
1972年に出演したテレビドラマ『パパと呼ばないで』（1972年、NTV）は、彼女のキャリアの過渡期における代表作として注目される。気の強い美容師・園子をコミカルに演じながら、女らしい艶やかな表情を表現した松尾嘉代の演技は、このドラマの一つの要素である。
1974年、丹波プロに入った直後に結核にかかり、3年間の闘病生活を送る。1977年にカムバックした後は、強烈な役柄の悪女等を演じて演技派女優としての評価を高める。
日本映画が衰退に傾いていく1970年代以降は、活躍の中心をテレビドラマに移していく。この時期にも映画女優としての資質を見せており、1979年の『日本の黒幕（フィクサー）』（1979年）と『闇の狩人』（1979年）ならびに、谷崎潤一郎原作の『鍵』（1983年）は劇場用映画における松尾嘉代の代表作であり、大胆なヌードも披露した濃厚で官能的な演技を見せた。一方で、この映画の無修正版がグアムで公開された際にその内容が問題となり、後の事実上の芸能界引退に繋がったのではないかという声もある。『地震列島』（1980年）の助演は松尾が得意とする“嫌な女”であるが、クライマックスで激情的な改心の演技を見せ、生き残った人々を描く宗教画のような構図に続けて、涙を流す松尾のアップがラストをストップモーションで飾った。『二百三高地』（1980年）での昭憲皇后役もワンシーン出演ながら、前年『闇の狩人』で凄絶な殺し合いを繰り広げた仲代達矢相手に高貴さと優しさを示している。

### 「サスペンスの女王」としての活躍
1970年代末以降の、おもに2時間ドラマにおいて活躍。1980年代から1990年代前半において「サスペンスの女王」と呼ばれ、聖女・悪女・娼婦・悲運の女・コメディエンヌと、ありとあらゆる役柄を自在に演じた。また、濃厚な官能的シーンを演じたことで人気を得た。中にはドラマの脚本・演出は凡庸であっても、松尾の演技でドラマが底上げされたドラマも見られた。
中でもテレビ朝日の名物番組「土曜ワイド劇場」における「女たちの華麗な闘い」シリーズでの熱演は視聴者に強い印象を残した。このシリーズでは、松尾嘉代演じるヒロインが自分の欲望をみたすために、陰謀をめぐらして他人を欺き、時には肉体を利用してのし上がり、ライバルを蹴落とした時には高らかな哄笑を上げて相手を嘲笑う悪女を演じるピカレスク・ロマン（悪漢譚）がたびたび展開された。
松尾嘉代の「女たちの華麗な闘い」シリーズは、一般的に1983年の『エアロビクス殺人事件　女の変身美容教室　“シェイプアップ！』（1983年）から始まったものとして考えられている。『野獣死すべし』（1959年）などのクールなピカレスク・ロマン映画の脚本家として知られる須川栄三のオリジナル・シナリオに基づく犯罪サスペンスであり、松尾嘉代演じるヒロインがスポーツクラブの経営権をめぐる争いの中でみずから謀略や殺人に手を染め、最期は破滅していく物語である。『エアロビクス殺人事件』は松尾嘉代を初めとした出演陣の濃厚な演技と猟奇的な演出によって、現在でも土曜ワイド劇場の名作ドラマとして知られている。このドラマのストーリー・ラインをもとにして、同様に松尾嘉代が野心的な悪女を演じるシリーズが土曜ワイド劇場において次々に制作された。
正式な「女たちの華麗な闘い」シリーズからは外れるが、このシリーズの一本として数えられることも多い土曜ワイド劇場の傑作ドラマとして、『女相続人の華やかな斗い！　看護婦が仕組んだ注射殺人　“婚姻届は知っている…”』（1985年）が挙げられる。「悪女描きのアルレー」と異名を取ったフランスの女流スリラー作家カトリーヌ・アルレーの小説「二千万ドルと鰯一匹」のドラマ化作品であり、松尾嘉代が演じる看護婦は夏木マリ演じる資産家の夫人から、財産横領のために患者を病死に偽装して毒殺する計画を持ちかけられる。
その他、土曜ワイド劇場における名作として名高い濱尾四郎原作の『昭和7年の血縁殺人鬼・呪われた流氷』（1981年）における、妖艶な貴婦人の仮面の下におそるべき狂気を秘めた若宮夫人の怪演は語り継がれている。
悪女役に定評のあった女優だがそればかりではなく、コメディにおいても適性を示した点において真の名女優であった。土曜ワイド劇場で放送された佐野洋原作の「密会の宿」シリーズでは、コミカルな持ち味の女探偵役を演じてコメディエンヌぶりを魅力たっぷりに披露し、視聴者の好評に応えて8本のシリーズが製作された。

### 1990年代以降
1991年から92年にかけて、50歳を目前にして3冊のヘアヌード写真集を出している。
1990年代になってからも「サスペンスの女王」としての人気は揺るがず、「密会の宿」「女たちの華麗な闘い」といった80年代から続いていたシリーズや『遠眼鏡の中の女　日本海疑惑の旅、エアロビクスにしかけられた罠』（1990年）、『美人キャスター殺人事件 － 裏切り・密告・白い肌の盗み撮り!!　四国・淡路島、謎の熟女ひとり旅』（1993年）といった傑作サスペンス・ドラマで活躍して衰えない人気を誇ったが、80年代に比べると作品の本数が減少してゆく。
明確な女優引退の宣言はしていないが、1998年以降は女優としての活動が途絶えており、メディアへの露出もほとんど行っていない。

## 出演

### テレビドラマ
- ただいま11人（1964年 - 1967年、TBS） - 早乙女珠子
- 回遊魚（1964年、NTV）
- 東芝日曜劇場（TBS、HBC、CBC、RKB）
  - 帰らぬ人（1964年）
  - 夜の出帆（1965年）
  - 妻と母の間（1965年）
  - もう一つの生活（1966年）
  - ウーベの子守唄（1966年）
  - なせばなる（1966年）
  - 虹（1967年）
  - 24才（1967年）
  - 母の童話（1967年）
  - 女家族（1967年）
  - 愛のしらべ（1967年）
  - 結婚（1968年）
  - 前進せよ!（1968年）
  - 三角・四角（1968年）
  - 橋づくし（1968年）
  - からくり儀右衛門（1968年）
  - 神さま生命をください（1968年）
  - 化粧（1969年）
  - これぞまことの（1969年）
  - 愛（1969年）
  - 母と恋人（1969年）
  - 牛を売りに来た女（1979年11月11日） - 河内瑠璃子
- 土曜グランド劇場「おじさん」（1965年、NTV）
- 愛妻くん（1966年、TBS）
- ナショナル劇場「真田幸村」（1966年 - 1967年、TBS）
- 愛妻くんこんばんは（1967年、TBS）
- 夕映えの中にいた（1968年、TBS）
- 大和魂くん（1968年 - 1969年、TBS）
- ポーラテレビ小説「パンとあこがれ」（1969年、TBS） - 吉本美代
- 君は心の妻だから（1969年、 TBS） - 井倉阿紀
- 火曜日の女シリーズ（NTV）
  - 恋の罠（1970年、東宝）
  - 黒いオパール（1972年、大映テレビ）
- お嫁にいきたい（1970年、CX）
- 兄貴の恋人（1970年、CX）
- 恋愛術入門 第22話「ブランコから落ちた恋」（1971年3月21日、TBS / 国際放映）
- 女の河（1971年、TBS）
- パパと呼ばないで（1972年、NTV） - 井上園子
- 眠狂四郎 第13話「京の雨 紅の肌に咽ぶ」（1972年）
- ジキルとハイド（1973年、CX・東宝） - 慈木留美奈
- 水滸伝（1973年、NTV） - 小蘭
- 子連れ狼 第6話「お末無情」（1973年、NTV）
- 銭形平次 第389話「秋立つ夜に」（1973年、CX / 東映） - お芳
- ねぎぼうずの唄（1974年、NET） - 古田由美子
- 大盗賊（1974年、CX / 国際放映） - 夜桜のおとき
- 次郎長三国志（1974年、NET）
- 新・木枯し紋次郎 第12話「朝霧に消えた女」（1977年、12ch / C.A.L） - おかよ
- 赤い激流（1977年、TBS / 大映テレビ） - 田代弓子
- 横溝正史シリーズ2『八つ墓村』（1978年、MBS） - 田治見春代
- 赤い激突（1978年、TBS / 大映テレビ） - 大谷春子
- 判決（1978年 - 1979年、ANB） - 香取良子
- 銀河テレビ小説（NHK）
  - ふるさとシリーズ1　家族日記（1979年）- 和子
  - 聖者が街にやってきた（1982年）
- 同心部屋御用帳 江戸の旋風IV 第14話「男の涙」（1979年、CX） - お竜
- 柳生一族の陰謀 第31話「呪いの藁人形」（1979年、KTV） - 蓮台さま
- 新・座頭市 第3シリーズ 第5話「ふたおもて蝶の道行」（1979年、CX）
- 桃太郎侍（NTV）
  - 第136話「仇討ち母子星」（1979年）- 小ふみ
  - 第185話「弱虫桃太郎と女盗賊」（1980年）- おもん＝女鼠小僧
- 遠山の金さん 第2シリーズ 第22話「いれずみ無情」（1979年、ANB / 東映） - おしん
- 鬼平犯科帳 第1シリーズ 第1回「本所・桜屋敷」（1980年、ANB） - おふさ
- 徳川の女たち 第1部（1980年、CX） - 春日局
- 警視-K（1980年、NTV）
  - 第7話「太陽が上に向いている」 - 居酒屋の女将・時（とき）
  - 第9話「オワリの日」 - 居酒屋の女将・時（とき）
- 痛快!ピッカピカ社員（1980年、NTV）
- 特別編必殺仕事人 恐怖の大仕事 水戸・尾張・紀伊（1981年、ABC） - 喜和
- 時代劇スペシャル（CX）
  - 同心暁蘭之介（1981年） - お蓮
  - 丹下左膳 剣風!百万両の壺（1982年10月22日）- お藤
  - 大岡政談 魔像（1983年） - 市松のお六
  - 怪談津の国屋 半七捕物帳（1984年3月29日） - お米
- 旅がらす事件帖 第22話「風花に舞う女渡世人」（1981年、KTV / 国際放映） - おふじ
- 新五捕物帳 第137話「恋心炎の舞い」（1981年、NTV） - おたき
- キッド（1981年、NTV） - 春日博子
- 価格破壊（1981年、NHK）- 奈津子
- 幻之介世直し帖（1981年 - 1982年、NTV） - お秀
- ドラマ人間模様 『新・事件』（1982年、NHK）- 勝見晴江
- ゴールデンワイド劇場 第28作「妻の復讐」（1982年7月19日、ANB）
- 眠狂四郎円月殺法（1982年、TX） - お蘭
- 眠狂四郎無頼控（1983年4月6日 - 8月31日、TX） - お蘭
- 遠山の金さん 第52話「愛の十字路・暗黒街の女! 」（1983年、ANB） - 加代
- ひと夏の復讐（1983年、TBS）
- 流れ星佐吉 第7話「刺青をした大姐御」（1984年、KTV）
- 遥かなり母と娘の旅路（1985年、TBS）
- 夏樹静子サスペンス 『二度とできない』 (1986年4月28日、KTV)
- 金曜女のドラマスペシャル（CX）
  - 『高山殺人行1/2の女　東京・軽井沢・高山、国道17号悪魔のドライブ、死体を運ぶOL　避暑地の完全犯罪』（1985年7月26日、CX）
  - 『Wの悲劇　京都資産家殺人事件』（1986年6月20日、近藤照男プロダクション・CX） - 和辻淑枝
- 山村美紗サスペンス 『死人が夜ピアノを弾く』（1986年10月、KTV / 東映）
- 妻たちの課外授業II（1986年 - 1987年、NTV）
- 三匹が斬る! 第2話「花一輪、雨も上がるか中山道」（1987年、ANB）
- イキのいい奴（1987年、NHK）
- 大都会25時 第11話「火遊びのツケ!ラブホテルから消えた女」（1987年、ANB）
- はぐれ刑事純情派 第1シリーズ 第1話「密告者は美人靴磨き」（1988年、ANB）
- 続・イキのいい奴（1988年、NHK）
- 現代恐怖サスペンス 『閉じた窓』 （1988年、KTV / 東映）
- 名奉行 遠山の金さん（ANB / 東映）
  - 第1シリーズ 第20話「美人姉妹の復讐」（1988年10月20日） - お奈津
  - 第3シリーズ 第5話「罠に落ちた女の涙」（1990年8月9日） - お甲
- 土曜ワイド劇場（ANB / EX）
  - 『蝶たちは今…　冥土からの手紙　死者からの電話』（1979年7月14日、ANB）
  - 『35年目の亡霊 学童疎開殺人事件』（1980年9月20日、ANB）
  - 『昭和7年の血縁殺人鬼・呪われた流氷』（1981年10月24日、大映テレビ・ANB）
  - 『銀の仮面　魅せられた完全犯罪』（1982年3月6日、松竹・ANB）
  - 『妻と愛人の決闘　アリバイ証明』（1982年5月1日、ANB）
  - 『密会の宿』 1－8
  - 『エアロビクス殺人事件　女の変身美容教室　“シェイプアップ！”』（1983年11月12日、ANB）
  - 『夏樹静子の風の扉　空想!?現実!?恐怖の頭部転換手術！恋人失踪の謎を追う美人OL』（1983年12月31日、東映・ANB）
  - 『女たちの森　夫婦交換殺人　嵐山の仮面のお茶会!?』（1984年12月15日、ANB）
  - 『ピンク街の聖母たち』（1984年12月24日、ANB）
  - 『女相続人の華やかな斗い！　看護婦が仕組んだ注射殺人　“婚姻届は知っている…”』（1985年2月23日、CAL）
  - 『獅子座の女　東京－香港－黒部峡谷　愛人は殺人現場に三度現われる　星空のトリック』（1985年4月6日、ANB）
  - 『森村誠一の魔少年　年上の愛人は情事の夜殺される！　“熱帯魚の餌が…”』（1985年6月1日、ANB）
  - 『美しい妻の完全犯罪　三人の女が仕組んだ夫の殺人プラン』（1985年9月14日、ANB）
  - 『女流作詞家殺人事件　ヒット曲を盗んだ女　新聞広告が殺人を予告する！』（1986年2月22日、ANB）
  - 『整形復顔未亡人　私は名門夫人になりたい…　美しい看護婦の変身願望』（1986年4月5日、ANB）
  - 『妻にすりかわった女　テレビの人探しコーナーが殺意を招く！　“妖しい肌に魅せられて…”』（1986年5月10日、ANB）
  - 『名探偵・金田一耕助(2) 仮面舞踏会・嵐の夜妖しい女が殺人を呼ぶ！』（1986年10月4日、ANB） - 鳳千代子
  - 『アスレチッククラブ華麗な女の斗い　スイミング・エアロビクス…女の園に紅い血が散る！』（1986年11月8日、ANB）
  - 『妻たちの謀略　熟年、新婚夫婦ダブル殺人トリック!』（1987年3月14日、ANB）
  - 『東京原宿ハウスマヌカン連続殺人　豪華パーティーの夜消えたギャルたち』（1987年6月20日、ABC）
  - 『整形復顔　女流デザイナー殺人事件　カトレアの花束は死のメッセージ！』（1988年5月28日、ANB）
  - 『未亡人探偵シリーズ・若き未亡人の推理旅行』 (1989年、ANB) - 二宮夏江
  - 『テニススクール　女たちの華麗な斗い!!　東京～南紀勝浦　豪華フェリー殺意の旅』（1989年9月2日、ANB）
  - 『遠眼鏡の中の女　日本海疑惑の旅、エアロビクスにしかけられた罠』（1990年2月24日、東宝、ANB）
  - 『博多発6時33分　山陽新幹線の女　殺意のシグナル　結婚記念のブローチが死体の手に』（1990年7月28日、ANB）
  - 『名探偵・金田一耕助(4) 夜歩く女 呪われた結婚申し込み 首なし死体がふたつ！』（1990年9月1日、ANB） - お柳
  - 『マリンスポーツクラブ　女たちの華麗な闘い！　沖縄・久米島、さんご礁に殺意の罠』（1992年8月29日、ANB）
  - 『ゴルフスクール　女たちの華麗な斗い　湯けむり山代温泉ツアーに殺意の影が忍びよる』（1993年3月14日、ANB）
  - 『美人キャスター殺人事件 － 裏切り・密告・白い肌の盗み撮り!!　四国・淡路島、謎の熟女ひとり旅』（1993年1月16日、ABC・大映テレビ）
  - 『捜査検事・千草泰輔　不安な産声、大学教授がレイプ殺人！　秘められた動機にもう一つの完全犯罪が…』（1997年10月4日、ANB）
- 傑作推理劇場（ANB / EX）
  - 『森村誠一の魔少年』（1980年7月21日、東映・ANB）
  - 『夏樹静子の死ぬより辛い』（1981年8月17日、東映・ANB）
- 月曜ワイド劇場（ANB / EX）
  - 『妻たちの思秋期　夫たちよ！妻はある日突然消えていく』（1983年6月27日、テレパック・ANB）
  - 『京都人形寺殺人事件』（1985年1月7日、ANB）
  - 『破れた靴下をはく女！』（1985年7月30日、ANB）
  - 『京都・祇園レディスホテル、女子高卒業17年・ああ熟女たちの同窓会！』（1985年10月14日、東映・ANB）
  - 『温泉街の聖母たち　男なんて何さ、でも好き！ママさん芸者のお座敷ヨイショ作戦!!』（1985年12月30日、ANB）
  - 『姑公認未公認、二人の女の妻芝居　どちらが院長夫人の座につくか？』（1986年8月26日、東映・ANB）
- ザ・サスペンス（TBS）
  - 『殺意の肖像　ウーマンポリスが週刊誌の激写で脱いだ！そして殺された…』（1982年9月18日、東映・TBS）
  - 『ラストチャンス』（1984年6月23日、東映・TBS）
  - 『処女が見た　美しい尼僧の許されぬ罪　レズビアン少女の殺意』（1984年4月14日、TBS）
- 横溝正史スペシャル『金田一耕助の傑作推理(9)死神の矢　京都連続殺人　女の血の呪い』（1989年3月27日、TBS）
- 火曜スーパーワイド（ANB / EX）
  - 『三毛猫ホームズの結婚披露宴』（1989年、ANB）
- 火曜サスペンス劇場（NTV系） 
  - 『松本清張の指』（1982年7月27日、松竹） - 生方恒子
  - 『蝶たちの殺意　息子の担任教師が殺された！　我が子に疑惑を抱く母たちの恐怖』（1983年3月8日、NTV） - 咲村美緒
  - 『行きずりの殺意』（1984年6月12日、NTV）
  - 『ロープ殺人事件　少年の死の背後にかくされた真実は何か？』（1985年2月12日、映像プロデュース・NTV）
  - 『断罪』（1985年4月16日、東映・NTV）
  - 『夫の時効』（1985年9月10日、磯田事務所・NTV）
  - 『松本清張スペシャル・夜光の階段』（1986年4月1日、松竹） - 波多野雅子
  - 『鉄の串』（1986年9月2日、映像プロデュース） - 主演
  - 『松本清張スペシャル・渡された場面（前編・後編）』（1987年7月7日・14日、NTV映像センター・『霧』企画） - 山根スエ子
  - 『六月の花嫁(1)殺人ダイアリー　結婚式が怖い!!　電子手帳に浮かぶ殺意のキーワード』（1989年6月6日、磯田事務所）- 植野真弓
- 木曜ゴールデンドラマ （NTV系）
  - 『青年 さらば愛しき日々よ！』（1981年4月30日、主演 西城秀樹) - 小春
  - 『妻と子を返せ！　覚せい剤幻覚殺人!!　愛する家族は殺され損か!?』（1983年4月7日、YTV）
- 月曜・女のサスペンス（TX）
  - 『残された車！首都高速7号線変死事件』 (1988年5月23日、TX)
  - 『大いなる幻影　熟女の館に誘拐殺人の謎』（1989年4月3日、TX）
  - 『金魚を飼う女』（1989年8月14日、TX）
- 花も実もある（1990年、NHK総合）- 青山静子
- 火曜ミステリー劇場 （ANB / EX）
  - 『切り裂かれた花嫁衣裳！　隅田川に追いつめられた父娘!!　留守番電話に殺人予告が？』（1991年4月30日、ANB）
- 六つの離婚サスペンス（CX系）
  - 『埋没社員』（1992年2月、KTV・東映）
- 湯けむり女子大生騒動（1994年、ABC）
- 桃太郎侍 狙われた将軍の首（1992年、ANB） - 男女蔵/おみなの方/美奈
- 金曜エンタテイメント（CX系）
  - 『女優夏木みどりシリーズ(6)赤いドレス殺人事件　芸能界暴露ドラマの裏側に潜む人気脚本家怪死の謎』（1994年7月29日、CX）
- 幽霊女子高生（1994年、ABC）
- STATION（1995年、NTV） - 丸山令子

### 映画
- にあんちゃん（1959年、日活）- 安本良子
- お嬢さんの散歩道（1960年、日活）＊クレジットに「新人」有り
- 銀座旋風児 嵐が俺を呼んでいる（1961年、日活）- 柴田京子
- 白い雲と少女  (1961年、日活)　- 安井朝子
- 母ぁちゃん、海が知ってるよ  (1961年、日活)　- 杉子
- ハイティーンやくざ (1962年、日活)  - 中川恵子
- 愛と死のかたみ (1962年、日活)  - 関根圭子
- さようならの季節（1962年）- 橋本節子
- サラリーマン物語　新入社員第一課 (1962年、日活)  - 石川道子
- 青い山脈（1963年）- 駒子
- 若い東京の屋根の下 (1963年、日活)
- 風が呼んでる旋風児　銀座無頼帖（1963年、日活）
- 光る海（1963年、日活） - 浅沼栄子
- 波浮の港（1963年、日活） - 千鶴子
- 潮騒（1964年）
- 俺たちの血が許さない (1964年) - 芸者
- 肉体の門（1964年）
- さすらいの賭博師（1964年、日活）
- 執炎（1964年、日活）
- 春婦伝（1965年、日活）
- 河内カルメン（1966年）- 雪江
- けんかえれじい（1966年）- カフェの女給
- 男の勝負 (1966年、東映)
- おゆきさん（1966年、日活）- 平山洋子
- 若親分乗り込む (1966年、大映)
- 博奕打ち 一匹竜（1967年 、東映）- お君
- 紅の流れ星（1967年、 日活）
- 血斗（1967年、 日活）- 福井昌江
- 陸軍中野学校 竜三号指令 (1968年、大映)
- やればやれるぜ全員集合!!（1968年、松竹）- 小山みつ子
- 無頼より 大幹部（1968年 、日活）- 夢子
- 続やくざ坊主（1968年、大映）- お露
- 積木の箱（1968年、大映）- 佐々林奈美恵
- 眠狂四郎悪女狩り（1969年、大映）- お千加
- 幽霊屋敷の恐怖 血を吸う人形（1970年）- 佐川圭子[6]
- 子連れ狼 三途の川の乳母車（1972年） - 柳生鞘香
- 桜の代紋（1973年）- 奥村佳代
- 山口組三代目（1973年）- 深山ふみ子
- 必殺仕掛人 梅安蟻地獄（1973年）
- その後の仁義なき戦い（1979年）- 池永里子
- 日本の黒幕（1979年、東映）- 山岡雅子
- 闇の狩人 （1979年）- お蓮
- 花街の母（1980年、東宝）- 清島とよ子
- 不良少年（1980年、東映）- 悠子
- 二百三高地（1980年）- 昭憲皇后
- 地震列島（1980年、東宝）- 川津裕子[7]
- 連合艦隊（1981年）- 芸者鈴川[7]
- グッドラックLOVE（1981年）
- 夏の秘密（1982年）- 宗方幸江
- 制覇（1982年/東映）- 河上百代
- 鍵（1983年）- 郁子
- 天国にいちばん近い島（1984年）- 桂木光子
- 幻想のParis（1992年）
- 釣りバカ日誌スペシャル（1994年）
- 鍵〈ディレクターズ・カット完全版〉（1997年）

### 写真集
- 黄金郷（1991）
- 陽炎（1991）
- SENSUAL（1992）

### イメージビデオ
- 待ちかねて
- 熟女ファンに贈る　松尾嘉代のすべて
- SENSUAL　官能の幻
- 熟女スペシャル　焔のように Legend Gold